# Honkanen (sjö i Juankoski, Norra Savolax)
Honkanen är en sjö i kommunen Kuopio (före 2017 Juankoski kommun) i landskapet Norra Savolax i Finland. Sjön ligger 94,8 meter över havet. Arean är 59 hektar och strandlinjen är 7,18 kilometer lång. Sjön  ingår i Vuoksens huvudavrinningsområde.   Den ligger omkring 29 kilometer nordöst om Kuopio och omkring 360 kilometer nordöst om Helsingfors. 